# Stichopogon canus
Stichopogon canus là một loài ruồi trong họ Asilidae. Stichopogon canus được Séguy miêu tả năm 1932. Loài này phân bố ở vùng Cổ Bắc giới.